# Dik Voormekaar Show (radioprogramma)
De Dik Voormekaar Show was een Nederlands wekelijks radioprogramma van André van Duin en Ferry de Groot. Dit komische programma begon in 1973 op Radio Noordzee en werd populair in de jaren zeventig en tachtig bij de NCRV op Hilversum 3.
Tussen 1977 en 1979 waren de personages ook te zien in een eigen televisieserie. In plaats van acteurs gebruikte men handpoppen om personages uit te beelden. Het eerste jaar heette de serie de Dik Voormekaar Show. Er werden ook kinderen geïntroduceerd, zoals het dochtertje van Harry Nak: Liesje.
Voor een tweede reeks, onder de titel Van hot naar haar met Dik Voormekaar, werden de handpoppen vervangen door levensgrote poppen, en verliet het gezelschap de televisiestudio om door het land reportages te maken. De serie werd met gemengde gevoelens ontvangen, maar de poppen waren een minder succes dan gehoopt. Hiermee is het televisieavontuur voor Dik Voormekaar afgelopen voor de jaren '70.
De radio-uitzendingen bleven populair totdat André van Duin en Ferry de Groot in april 1985 ermee besloten te stoppen. Vijftien jaar later keerde de Dik Voormekaar Show, inmiddels uitgegroeid tot een legendarisch radioprogramma, voor drie seizoenen weer terug, nu op "de zinderende zaterdag" bij de TROS op 3FM.
In 2009 keerden Van Duin en De Groot terug op televisie, nu bij de TROS op Nederland 1 met een nieuwe serie van de Dik Voormekaar Show, nu zonder poppen maar gewoon achter een mengpaneel, jingle machines, studio microfoons, bandrecorder en twee draaitafels.

## Historie

### Abominabele Top 2000
De komiek André van Duin werd eind 1972 door Radio Noordzee gevraagd een nieuw programma te maken om de concurrentie met Radio Veronica aan te gaan. Als technicus werd Ferry de Groot toegevoegd die reeds bij de zeezender werkzaam was.
Op 7 januari 1973 was de eerste uitzending van de Abominabele Top 2000. Een van de vaste onderdelen was het hobbykwartier van Dik Voormekaar. Ook waren er persiflages op Ster-reclames zoals een rijschool waar men gegarandeerd zakte en was er de rubriek Beursplein 5.

### Dik Voormekaar Show (Radio Noordzee)
Na tien afleveringen werd het programma op 18 maart 1973 omgedoopt tot de Dik Voormekaar Show. Tijdens de uitzendingen betrok Van Duin steeds vaker technicus De Groot bij het programma, die zich dan ook snel ontpopte als typetje meneer De Groot. In de uitzending van 21 oktober 1973 werd de directie van Radio Noordzee op de hak genomen. Als gevolg hiervan werd Van Duin ontslagen en De Groot op non-actief gezet.

### Dik Voormekaar Show/De Lach Of Ik Schiet Show (1974-1985, NCRV)
Begin 1974 maakten Van Duin en De Groot de overstap naar de NCRV, waar de Dik Voormekaar Show op Hilversum 3 een legendarische status kreeg. In 1975 deed Ome Joop definitief zijn intrede en lieten ook andere vaste typetjes als Bep en Toos en Harry Nak van zich horen. Bij deze programma's zat nog geen 'publiek' (geluidsband met lachend publiek op de achtergrond). In 1977 en 1978 verhuisde de Dik Voormekaar Show tijdelijk naar televisie. Deze uitzendingen waren populair bij kleine kinderen, maar misten het niveau van de radio-uitzendingen. Op zaterdag 14 oktober 1978 kwam het programma terug op de radio, maar nu onder de naam De Lach Of Ik Schiet Show. Vanaf dit moment is er zogenaamd publiek bij. Na twee seizoenen wordt het programma echter weer herdoopt in de Dik Voormekaar Show. Het programma was elke zaterdagmiddag vast onderdeel aan het einde (13:30-14:00 uur) van het liveradioprogramma Los Vast, gepresenteerd door Jan Rietman (in de Dik Voormekaar Show regelmatig Jan Rietkant genoemd). Hij werd hierin terzijde gestaan door Ome Joop. Jingles voor dat programma werden ingesproken door Bep, Toos, Harry Nak en Ome Joop. Op zaterdag 27 april 1985 werd de laatste Dik Voormekaar Show bij de NCRV op Hilversum 3 uitgezonden.

### Korte fragmenten (1995+1997, NCRV)
In het jaar 1995 werden op vrijdagmiddag om ongeveer 15:45 uur op toentertijd Radio 3FM bij de NCRV in het radioprogramma The Magic Friends met Sjors Fröhlich en Peter Plaisier en in 1997 op de donderdagmiddag op Radio 2, eveneens bij de NCRV, bij Maat in de Middag met Ferry Maat, korte oudere fragmenten uit de Dik Voormekaar Show uitgezonden.

### Dik Voormekaar Show(2000-2003, TROS)
Naar aanleiding van een optreden door Van Duin en De Groot in december 1999 in het satirische VARA televisieprogramma Kopspijkers op Nederland 3 van Jack Spijkerman, ontstond het idee om het radioprogramma na ruim vijftien jaar tóch weer te gaan maken. Op vrijdagmorgen 25 februari 2000 volgde een proefuitzending in de ochtendshow Evers Staat Op van Edwin Evers op destijds Radio 3FM. De geplande presentatie (als typetjes Dik Voormekaar en meneer De Groot) van het Eurovisiesongfestival op 13 mei 2000 ging niet door in verband met de vuurwerkramp in Enschede. Vanaf 7 oktober 2000 was de Dik Voormekaar Show weer elke zaterdag tussen 11:30 en 12:00 uur te beluisteren, ditmaal bij de TROS op Radio 3FM. Op 31 mei 2003 werd de allerlaatste aflevering uitgezonden.
Op vrijdag 15 augustus 2003 werd bekendgemaakt dat de toenmalige nieuwe zendercoördinator van 3FM, Florent Luyckx, de Dik Voormekaar Show niet meer vond passen op de zender en met de invoering van de nieuwe programmering per 1 september 2003, niet meer zou terugkeren op vanaf dan 3FM. Het management van Van Duin kondigde aan te proberen het programma bij een commerciële omroep onder te brengen.

### In het theater (2007-2008)
In een uitzending van De Wereld Draait Door van oktober 2006 doen Van Duin en De Groot eenmalig een stukje Dikvoormekaar Show live aan tafel. Aanleiding is een over van Duin verschenen boek. Het eenmalige optreden valt zo goed in de smaak dat in André van Duins Nieuwe Revue, de theatershow van 2007-2008, Van Duin samen met De Groot een Dik Voormekaar act opvoerde. Zittend aan een desk in een geënsceneerde opnamestudio, namen zij zogenaamd een stukje van een Dik Voormekaar Show op. Het publiek zag de twee alle stemmetjes afwisselen en al improviserend grappen maken. Van Duin had hierbij een toetsenpaneel voor zich liggen, waarmee hij alle jingles en geluidjes (de vallende koffiekopjes van Harry Nak, het kloppen op de deur, enz.) kon afspelen. Deze act duurde ongeveer 10 minuten.

### Dik Voormekaar Showop televisie (2009, TROS)
Het optreden in het theater valt zo goed in de smaak dat vanaf februari 2009 de Dik Voormekaar Show weer terug op televisie kwam bij de TROS, op de vrijdagavond, rond 21:15 uur. Het voormalige radioprogramma vormde de basis van het programma. De kijkers zagen Van Duin en de Groot achter een mengtafel, compleet met draaitafels, jingle machines, bandrecorder en microfoons zitten. Die beelden werden afgewisseld met sketches.

### Fragmenten (Radio Veronica)
In 2008 was de Dik Voormekaar Show op zaterdagmiddag weer te horen bij Radio Veronica. In tegenstelling tot voorheen waren het geen aaneensluitende programma's meer, maar werden er enkele korte sketches van vroeger gedraaid als onderdeel van het programma Somertijd.

### Gammelefoonshow
Ter gelegenheid van 40 jaar Dik Voormekaar zond Radio Extra Gold van 7 januari 2013 tot 4 januari 2014 de Gammelefoonshow uit. Het was een programma gemaakt door Peter de Jong naar een idee van Vincent Schriel. De basis van het programma waren de gammelefoonplaten die door André van Duin en Ferry de Groot zijn gedraaid in de Dik Voormekaar Show, aangevuld met oude fragmenten uit dit programma. De openingsjingle werd speciaal voor dit programma ingesproken door André van Duin.

### Compilatie podcasts (2019-heden, Dag en Nacht Media)
Vanaf maart 2019 verschijnen er regelmatig compilaties van de Dik Voormekaar Show bij Dag en Nacht Media.

### Nieuwe afleveringen als podcast (Dag en Nacht Media)
Dag en Nacht Media heeft aangekondigd dat vanaf 1 september 2019 de Dik Voormekaar Show terugkomt als podcast. Dit zouden volledig nieuwe afleveringen gemaakt door Van Duin en de Groot betreffen. Tot op heden zijn er geen nieuwe afleveringen gepubliceerd.

## Personages
Alle stemmen zijn ingesproken door Van Duin en De Groot.

### Dik Voormekaar
Dik Voormekaar is de presentator van de Dik Voormekaar Show. Hij begon als leraar van het hobbykwartier, dat tot 30 september 1976 een vast onderdeel van het programma was.
Dik probeert een kwaliteitsshow neer te zetten, maar in werkelijkheid weet hij in de chaos amper het hoofd boven water te houden. Hij probeert de anderen met veel moeite op het goede spoor te houden en wil graag het tempo erin houden: "tempo, tempo, we zitten aan de tijd, he!"
Ook verliest hij vaak zijn geduld, als de show niet loopt zoals hij het wil. Bij de prijsvraag, in de seizoenen 1978-1985, was het de bedoeling om een leuk antwoord te geven op een vraag die gesteld werd op een grammofoonplaat. Bijvoorbeeld: Mien, waar is mijn feestneus?. Als er dan een inzending kwam die, in plaats van een leuk antwoord op de vraag, de zanger van de plaat ("Toon Hermans") gaf, kon hij zich enorm opwinden. In de uitzending van 16 februari 1980 heeft Dik dan ook een "afreageerkamertje" laten bouwen, waarin hij zich even flink uit kon leven zonder dat er brokken van kwamen.

### Meneer de Groot
Meneer De Groot is medepresentator van de Dik Voormekaar Show. Begint de show vaak met een grap, tot grote ergernis van Dik Voormekaar. Is tevens verantwoordelijk voor de productie en wordt daarbij niet gehinderd door enig organisatietalent of technische vaardigheden. Die technische vaardigheden namen eind jaren 70 een extra duik: bij de nieuwe opgave van de prijsvraag in de uitzending van 3 maart 1979 zette meneer De Groot de plaat af door de naald over de groeven heen te krassen. Dit "gekras, geros en geram" is vanaf dat moment hét kenmerk geweest voor de technische kwaliteiten van meneer De Groot. De invoering van de cd maakte een eind aan "de naald in het etiket", maar bij de comeback van de show in de 21e eeuw kwam hij tijdelijk weer terug.
In de uitzending van 9 september 1973 kondigde Dik Voormekaar aan dat de fanclub van meneer De Groot had geëist dat meneer De Groot ook zendtijd zou krijgen. Vanaf die uitzending eindigde de Dik Voormekaar Show altijd met De Dertig Seconden Van Meneer De Groot. Die begon altijd met "Hallo, fans...", waarna hij moppen voorlas die door luisteraars werden ingezonden. De moppen waren, in verband met de tijd, altijd kort en krachtig, en gingen vaak over bekende Nederlanders. Voorbeelden: "Een bekende Nederlander die twee instrumenten bespeelt: Harry Saxofoni" of "Het zingt en je zakt erdoor: Rob du-Nijs."

### Bep en Toos
De vrouwelijke medewerkers van de show, Bep en Toos zitten er voornamelijk bij voor de gezelligheid. Zij zijn begonnen in de jaren zeventig als die NCRV-wijven die een jingle inspraken. Een van hun bekende uitspraken is: "Oooh, wat is ie echt...!". De stem van Bep werd ingesproken door Van Duin, en die van Toos door De Groot.
Toos heeft niet echt een functie binnen de show en lijkt alleen voor de gezelligheid meegekomen en om de chaos te versterken. Bep, daarentegen, heeft een echte functie als omroepster. Daardoor mag zij altijd, net na de jingle, "De Prijsvraag!" roepen. In haar enthousiasme roept ze dit ook wanneer dat helemaal niet nodig is, zoals wanneer ze eigenlijk "De Winnaar!" moet roepen. Toos is regelmatig jaloers op Bep omdat zij niets in de uitzending mag roepen, wat dan weer leidt tot ruzie in de uitzending.
Steevast, als Dik net door zijn aankondiging heen is, komen Bep en Toos binnen, zeer luidruchtig en altijd te laat. Dan wordt, tot grote ergernis van Dik Voormekaar de reis besproken "Wat een reis, ik doe effe m'n schoenen uit". De namen Bep en Toos zijn overigens niet zomaar willekeurig gekozen: de echtgenotes van Van Duins managers, Theo Rekkers en Huug Kok, heetten Bep en Toos.

### Ome Joop
Ome Joop is een oude norse man, begonnen met het rondbrengen van de koffie in de tijd van Radio Noordzee, en presenteerde later de problemenrubriek (Als je problemen hebt, schrijf dan naar ome Joop). Tevens presentator van Ome Joop's Amateurhoek en Verzoekhoek. Komt steevast een paar minuten na aanvang van de uitzending binnen, vaak roepend: "Nou mensen, waar ben ik nou weer helemaal voor van huis gekomen?..." Is liefhebber van een neut. Heeft tevens enkele solohits op zijn naam staan, zoals Zandzakken voor de deur en Lied voor vrijgezellen. Ome Joop wordt zeer snel kwaad waarop hij steevast roept: "Nee, nou wordt ie mooi, nee, nou wordt ie fraai", nog keurig binnen de grenzen van wat destijds toegestaan was bij de NCRV.
In de laatste serie shows wordt hij steeds banaler door te roepen dat er een "fax" binnenkwam, waarop hij een dikke wind laat. Hoewel veel mensen denken dat Ome Joop een knipoog was naar beroemde 'Jopen' als Joop van den Ende of Joop Landré, was het in werkelijkheid Joop de Groot, de vader van Ferry, die model stond voor deze knorrige oude man.

### Ome Jaap
Ome Jaap is de broer van Ome Joop, met precies dezelfde stem en karaktereigenschappen. Doet in 1985 mee in de Dik Voormekaar Show, waar hij als portier fungeert. In 2003 doet hij ook een aantal keren mee.

### Meneer Van Loenen
Meneer Van Loenen komt vooral voor in de shows uit de jaren 1975 tot 1977. Hij heeft een "xylodinges" (variant op de xylofoon) bij zich en verzorgt de zogeheten 'ster-pingel', de herkenningsjingle van de Ster-reclame. Hij komt altijd bijna te laat doordat hij vast zit in het verkeer of wordt opgehouden bij 'Hilversum 2'.

### De NCRV-man
De NCRV-man is een type dat altijd ongevraagd aanklopt, binnenkomt en vervolgens zegt: "Goedemiddag, mag ik u even attent maken op het NCRV-programma Hier en Nu, vanavond op NCRV-televisie". Meer zegt hij niet, maar zijn entree leidt altijd tot verontwaardiging van Dik Voormekaar.

### Harry Nak
Harry Nak is presentator van Harry Nak's Platenprak, alwaar hij een plaat van een bekende Nederlandse artiest bespreekt. Hij wordt geïntroduceerd als de broer van de eigenaar van Sigarenhandel 't Peukje. Harry Nak spreekt door zijn neus, in de jaren zeventig nog met lage stem, maar vanaf de eerste Lach Of Ik Schiet Show in 1978 wordt zijn stem hoger en doet hij voortdurend pogingen om de koffie rond te brengen. In de televisieshows is Harry Nak cameraman en in 1982 wordt hij conciërge in het gebouw waar vanuit de Dik Voormekaar Show (zogenaamd) wordt uitgezonden. Hier onderbreekt hij regelmatig de uitzending door via de omroepinstallatie een mededeling te roepen als: "Attentie attentie, bij de uitgang zit Simon van Collem handtekeningen uit te delen. U kunt natuurlijk ook de andere uitgang nemen."
In de shows uit de jaren 2000-2003 komt hij af en toe langs, maar speelt geen hoofdrol meer, ook al presenteert hij in het seizoen 2000-2001 de rubriek Dik Voormekaar Actueel. Typische Harry-Nak-uitspraken zijn: "Nou, ontzettend..." in de jaren zeventig, en "Dáááár is de koffie..." vanaf 1978. De figuur Harry Nak is oorspronkelijk gebaseerd op een saxofonist uit de revue van Van Duin, die ook daadwerkelijk Harry Nak heette, nasaal sprak en de kreet "nou...ontzettend..." bezigde.

### Henk Handschoenenkastje
Als er in het programma een figurant nodig is, komt er vaak een man met een hese stem en een licht Rotterdams accent. Hiervoor heeft Van Duin een personage in het leven geroepen dat Henk Handschoenenkastje heet en optreedt als, onder andere, klokkenluider, verhuizer, politieagent en nog veel meer. In de show van 15 maart 1980 maakt hij zijn naam bekend.

### Dikke Leo
Dikke Leo, ook bekend als Leo D., is de notaris uit Wassenaar. Verzorgt de loting bij de wekelijkse prijsvraag ("Die heb mijn van de week gebeld..."). Bespreekt in de show ook regelmatig de handel waarmee hij bezig is. Dikke Leo doet in 1982 zijn intrede in de show. In 1984 heeft hij ook een video- en spelletjeshandel, met zijn fictieve Radio Holeo (een samenstelling tussen de namen Paul Hollaar, de toenmalige radiodirecteur van de NCRV en Dikke Leo). Overigens heeft 'notaris' Dikke Leo altijd haast, want zijn "Amerikaan" staat te lekken voor de deur.

### Meneer Van Drimmelen
In de shows uit het begin van de jaren 80 maakt meneer Van Drimmelen zijn opwachting. Van Drimmelen is een "echte" technicus van de NOS, een humorloze pennenlikker. Hij is door Dik Voormekaar erbij gehaald omdat De Groot niet op een fatsoenlijke manier een grammofoonplaat kan opzetten. Daar krijgt Voormekaar al snel spijt van, omdat elke keer als hij de technicus vraagt om een plaat op te zetten, daarop geantwoord wordt met: "heeft u daar een bon voor?". Dit met een knipoog naar de bureaucratie bij de publieke omroep.

### Liesje Nak
Het dochtertje van Harry Nak is Liesje, die niets anders doet dan roepen: "Ome Joop, ik moet plassen". Waarop ome Joop steevast roept: "Nee, nou wordt ie mooi, hier wordt niet geplast!". Liesje (een parodie op de kinderen die in beeld kwamen vertellen dat ze moesten plassen in De film van Ome Willem) komt alleen voor in de televisieserie en de shows in het begin van de jaren 80. Het idee voor Liesje Nak ontstond toen NCRV-medewerker Dik Bikker zijn dochtertje meenam naar de studio, waar het meisje door de intercom van de radiostudio riep "'papa, ik moet plassen..."

### Mr. Nobody
Personage Mr. Nobody is in 1985 wekelijks te gast in de show. Hij vervult iedere week weer een andere rol, maar weet pas tijdens de uitzending welke naam hij heeft en wat er met hem aan de hand is. Na een aantal uitzendingen wordt hij aangesproken als Mr. Nobody. Een bekende uitspraak van hem was: "Oh, oh ja, oooh!"

### Henk Dulles
Henk Dulles is leider van de gitaarband De Joekelulles en het mannenkoor De Joekeloeresen. Hij is van 2000 t/m 2003 vaste medewerker van de show; hij komt daar meestal met zijn eigen cabrio. Lanceert vele nieuwe ideeën, dit tot grote ergernis van Dik Voormekaar.

### Wietse van de Bakfietsen
Wietse van de Bakfietsen is van 2001 t/m 2003, vaak via de telefoon (van meneer De Groot) te horen. Hij heeft een bedrijfje in bakfietsen. Wietse draagt regelmatig aan het einde van een uitzending een gedicht voor en begroet Dik Voormekaar steevast met "boerenlul". De stem van Wietse doet verdacht veel denken aan die van Henk Westbroek en van Koos Grandioos (een typetje van André van Duin uit zijn televisieshows).

### Wim van Lier
Een typetje uit het begin van de jaren tachtig, Wim van Lier, de rijdende kruidenier, komt elke week langs met zijn winkelwagen, waarop zich elke week hetzelfde tafereel afspeelt. Meneer De Groot vraagt bijvoorbeeld om brood, waarop Wim van Lier vraagt: "Brood? Wat voor brood?". Als De Groot dan vraagt om b.v. bruin bood is Van Liers steevaste antwoord "die hebben we niet". De Groot vraagt dan :"Wat heeft u dan voor brood?" antwoordt Van Lier met:"We hebben helemaal geen brood. Goedemiddag!". De rubriek De Buurtsuper uit de latere tv-shows van Van Duin is hierop gebaseerd.

### Meneer Snijbonenmolen
In de jaren zeventig komt meneer Snijbonenmolen regelmatig bij de Dik Voormekaar Show. Daarbij wordt regelmatig dezelfde stem gebruikt, en het personage heet dan vaak meneer Snijbonenmolen. Min of meer hetzelfde type dook ook wel op onder een andere naam, zoals Henk Handschoenenkastje en Jan Boterhamworst.

### Sigarenmagazijn Van Brakel
Sinds het begin van de Dik Voormekaar Shows bij de NCRV was Gert van Brakel namens de omroep betrokken bij de productie. Hij presenteerde ook het live-muziekprogramma Los Vast, waarvan de Dik Voormekaar Show een vast onderdeel was. Hij werd voor het eerst in de show van 15 mei 1974 genoemd als "Gert van Brakelestein", en zo nu en dan werd er een onderdeel aan hem gewijd, bijvoorbeeld bij hem thuis. Later, op 12 mei 1979, werd voor het eerst genoemd dat de oplossing van de prijsvraag moest worden gestuurd naar "Sigarenmagazijn Van Brakel". Later werd er toegevoegd "er staat meestal een lichtgele brommer voor de deur." Op 15 december 1979 nam Van Brakel afscheid bij de Dik Voormekaar Show en werd de gehele uitzending aan zijn afscheid gewijd.

### Aart van Donkerbruine Berggeit
Na het vertrek van Gert van Brakel nam Aart van Bergeijk zijn taken over. Sinds dat moment moet de oplossing van de prijsvraag dan ook naar hem gestuurd worden. In de uitzending van 15 december 1979 wordt dan ook vermeld dat de prijsvraag naar "Aart van Bergeijk" moet worden gestuurd. Vanaf de week erna wordt dat echter verbasterd naar "Aart van Donkerbruine Berggeit", waarschijnlijk omdat veel inzenders de naam niet goed konden verstaan.

### Vaste inzenders voor de prijsvraag
Bij de prijsvraag, een vast en altijd even chaotisch onderdeel van de Dik Voormekaar Show, kwamen vaak dezelfde inzenders terug. Koplopers waren Kees Diks, en Cees en Jannie Buitendijk.

### Meneer Jansen uit Bilthoven
Meneer Jansen uit Bilthoven is in de jaren zeventig altijd de vaste brievenschrijver in de rubriek Hobbyproblemen met "vragen en problemen over hedendaags knutselwerk" met Dik Voormekaar. De brieven worden "op vlotte wijze" voorgelezen door meneer De Groot. Af en toe wordt er ook weleens een brief van mevrouw Jansen uit Bilthoven behandeld.

### Bekende Nederlanders
In het programma worden ook bekende Nederlanders op de hak genomen, waarbij hun naam enigszins werd verhaspeld. Hun optreden gaat altijd mis, tot ergernis van Dik Voormekaar. Onder anderen Mie Ketelkamp, Peter Schillepaard, Annie Temeier en Penney te Mager worden ten tonele gevoerd.

### (Sinter)Klaas
In december 1983 kwam Sinterklaas bij de Dik Voormekaar Show (een week na zijn feestdag, omdat dat goedkoper was). Klaas gaat aan het einde van die aflevering met Ome Joop naar de kroeg en vindt het zo gezellig met Ome Joop dat hij de week daarna weer meekomt. En de week daarna en daarna. Uiteindelijk is hij er bijna het hele jaar. Hij lijkt af en toe weg te zijn, maar wanneer er iemand binnenkomt die de stem heeft van Klaas, merkt Toos vaak op dat het Klaas wel moet zijn. Zijn baard wordt geschoren omdat hij instrumenten wil kunnen spelen en dat kan niet als zijn baard in de weg zit en omdat zwarte Piet zijn handen er aan af blijft vegen. Klaas is een beetje humeurig en komt eigenlijk alleen om met Joop mee te gaan en vraagt dan vaak: "Duurt dit nog lang?" of "Gaat dit nu elke week zo?", waarop Joop dan zegt: "Dat wil je niet weten! Dat gaat maar door!"

### Zwarte Piet / Witte Piet
Zwarte Piet komt met Sinterklaas mee. Omdat het een week na 5 december is geeft hij af en wordt alles wat hij aanraakt zwart. Zwarte Piet heeft een Surinaamse stem en is wat hyperactief. Hij is vooral aan het flikflooien met Bep en Toos die dat niet erg vinden (alleen moeten ze zich vaak wassen omdat ze zwart worden). Hij gaat na de afleveringen vaak met Bep en Toos mee.
Als de stem van Sinterklaas door Toos herkend wordt roept Bep daar vaak achteraan "Oh! En dat is Piet! Ik had hem helemaal niet herkend!" Waarop Piet zegt: "Ja, Zwarte Piet met die grote zwarte handen!"
Omdat Piet zo afgeeft wil hij wit worden. Hij gaat dan naar de wegenmakers en gaat rollen in de verf waarmee ze ook de witte strepen op de weg maken. Bij binnenkomst wordt dan geroepen: "Daar is de Witte Piet weer met de grote witte wappers!" Daar wordt ook een lied van gemaakt.

## Tunes en jingles
- De begintune van De Dik Voormekaar Show van de jaren zeventig is het nummer Seventy-six Trombones en wordt gespeeld door het orkest van Henry Mancini. Oorspronkelijk komt dit nummer uit de Broadwaymusical The Music Man uit 1957.
- De herkenningstune van Harry Nak Platenprak uit de tweede helft van de jaren 70 is afkomstig van het nummer Brasilia van Dick Dia & His Mandolin Orchestra.
- De jingle van "Als je problemen hebt, schrijf dan naar Ome Joop", is door Van Duin en De Groot ingezongen op de muziek van Barbara Polka door Eddie Osborne.
- Voor de jingles in de afleveringen vanaf 1978 is onder andere gebruik gemaakt van de lp 250 discojingles van het Jumbo-label uit 1977.
- De achtergrondmuziek in het televisieprogramma Van hot naar haar met Dik Voormekaar uit 1979 is oorspronkelijk de beginmuziek uit de 1972-versie van de speelfilm Dik Trom en zijn dorpsgenoten en is te horen als het gezelschap per tandem onderweg is.
- De begintune van de Lach of ik schiet show (vanaf het najaar van 1979) is oorspronkelijk de begintune van Howdy Doody, een Amerikaans kinderprogramma uit de Verenigde Staten uit de jaren 50 van de twintigste eeuw. Ook gebruikt in de afleveringen van de Jaap Aap-show op RTL 4 uit 1990.
- De eindtune van de Lach of ik schiet show is het nummer New Orleans Funeral van Dukes of Dixieland. Vanaf 2000 gebruikt als tune van de rubriek van Ome Joop.

## Onvergetelijke Luisterlijst
In november 2019 kozen Nederlandse radioluisteraars de Dik Voormekaar Show als meest memorabele programma in 100 jaar Nederlandse radiogeschiedenis; het programma belandde op de eerste plaats van de Onvergetelijke Luisterlijst van NPO radio.